# سیارک ۱۲۶۰۳
سیارک ۱۲۶۰۳ (به انگلیسی: 12603 Tanchunghee، نامگذاری:1999RF184) دوازده هزار و ششصد و سومین سیارک کشف شده‌است که در ۹ سپتامبر ۱۹۹۹ کشف شد.
قدر مطلق سیارک برابر ۱۵.۵ است.